# Кореневка (Сумская область)
Кореневка (укр. Коренівка) — село,
Вознесенский сельский совет,
Бурынский район,
Сумская область,
Украина.
Код КОАТУУ — 5920981602. Население по переписи 2001 года составляло 44 человека .

## Географическое положение
Село Кореневка находится между селом Сорока и посёлком Сорочинское (1,5 км).
По селу протекает пересыхающий ручей с запрудой.